# قائمة الأحزاب السياسية في الدنمارك
هذه قائمة الأحزاب السياسية في الدنمارك.
لدى الدنمارك نظام متعدد الأحزاب. تتكون الحكومة عادة من حزب رئيسي متحالف مع عددة أحزاب صغيرة. لم يفز أي حزب بأغلبية مطلقة منذ عام 1903. منذ ذلك الحين، كانت جميع الحكومات إما حكومات أقلية من حزب واحد أو تحالفات بين حزبين أو أكثر.
تقوم وزارة الشؤون الاجتماعية بتسجيل والتحقق من أسماء الأحزاب. في بطاقات الاقتراع، تفرز الأحزاب أبجديًا حسب اختصار اسم الحزب.

## الأحزاب الممثلة في الفولكتنغ أو البرلمان الأوروبي
| اختصار اسم الحزب | اسم الحزب                                                                       | التمثيل (2025) | التمثيل (2025)    | أيديولوجيا                                                 | زعيم               |
| اختصار اسم الحزب | اسم الحزب                                                                       | فولكتنغ        | البرلمان الأوروبي | أيديولوجيا                                                 | زعيم               |
| ---------------- | ------------------------------------------------------------------------------- | -------------- | ----------------- | ---------------------------------------------------------- | ------------------ |
| A                | الاشتراكي الديمقراطي Socialdemokraterne                                         | 49 / 179       | 3 / 14            | الديمقراطية الاجتماعية                                     | مته فريدريكسن      |
| V                | الحزب الليبرالي Venstre, Danmarks Liberale Parti                                | 39 / 179       | 4 / 14            | ليبرالية محافظة الإصلاح الزراعي (الشمال) ليبرالية اقتصادية | جاكوب إيلمان جنسن  |
| O                | حزب الشعب Dansk Folkeparti                                                      | 16 / 179       | 1 / 14            | القومية الدنماركية محافظة وطنية محافظة اجتماعية            | كريستيان ثولسن دال |
| F                | حزب الشعب الاشتراكي Socialistisk Folkeparti                                     | 15 / 179       | 2 / 14            | سياسة خضراء اشتراكية اشتركية شعبية                         | بيا أولسن دير      |
| B                | الحزب الليبرالي الاجتماعي الدنماركي Det Radikale Venstre                        | 14 / 179       | 2 / 14            | ليبرالية اجتماعية راديكالية وسطية الموالية الأوروبية       | صوفي كارستن نيلسن  |
| C                | حزب الشعب المحافظ Det Konservative Folkeparti                                   | 13 / 179       | 1 / 14            | محافظة محافظة ليبرالية سياسة محافظة خضراء                  | سوران بابي بولسن   |
| Ø                | تحالف الأحمر والأخضر Enhedslisten – De Rød-Grønne (Unity List – The Red-Greens) | 13 / 179       | 1 / 14            | اشتراكية اشتراكية بيئة مناهضة الرأسمالية                   | قيادة جماعية       |
| D                | نيو رايت Nye Borgerlige                                                         | 4 / 179        | 0 / 14            | سياسة محافظة محافظة وطنية ليبرالية اقتصادية                | بيرنيل فيرموند     |
| I                | التحالف الليبرالي Liberal Alliance                                              | 3 / 179        | 0 / 14            | ليبرالية تحررية ليبرالية كلاسيكية                          | أليكس فانوبسلاه    |
| Å                | ألترنتفتي Alternativet                                                          | 1 / 179        | 0 / 14            | سياسة خضراء تقدمية الموالية الأوروبية                      | فرانسيسكا روزنكيلد |
|                  | مستقلون                                                                         | 8 / 179        | 0 / 14            | لا يوجد                                                    | لا يوجد            |

## أحزاب بدون تمثيل في الفولكتنغ أو البرلمان الأوروبي
| اختصار اسم الحزب | اسم الحزب                                                 | النتائج الأخيرة | النتائج الأخيرة   | النتائج الأخيرة | أيديولوجيا                                         | زعيم             |
| اختصار اسم الحزب | اسم الحزب                                                 | فولكتنغ         | البرلمان الأوروبي | البلديات        | أيديولوجيا                                         | زعيم             |
| ---------------- | --------------------------------------------------------- | --------------- | ----------------- | --------------- | -------------------------------------------------- | ---------------- |
| N                | الحركة الشعبية ضد الاتحاد الأوروبي Folkebevægelsen mod EU | بلا تمثيل       | 102,101 (3.7%)    | بلا تمثيل       | التشكيك في الاتحاد الأوروبي سيادة الحيادية الحزبية | قيادة جماعية     |
| K                | الحزب الديمقراطي المسيحي Kristendemokraterne              | 60,944 (1.7%)   | بلا تمثيل         | 9 / 2٬432       | ديمقراطية مسيحية محافظة اجتماعية حماية البيئة      | إيزابيلا أرندت   |
| G                | الحزب النباتي Veganerpartiet                              | بلا تمثيل       | بلا تمثيل         | بلا تمثيل       | خضرية سياسة خضراء مركزية البيئة                    | ليزيل فاد أولسون |
| S                | حزب شليسفيغ Slesvigsk Parti Schleswigsche Partei          | بلا تمثيل       | بلا تمثيل         | 10 / 2٬432      | جهوية مصالح الأقلية الألمانية                      | كارستن ليث شميت  |

### الأحزاب الهامشية
- الحزب المركزي (CenterPartiet)
- الجزب الشيوعي (الدنمارك) (Kommunistisk Parti)
- الحزب الشيوعي في الدنمارك (Kommunistisk Parti i Danmark)
- الحزب الشيوعي الدنماركي (Danmarks Kommunistiske Parti). آخر تمثيل لنفسه في عام 1977-1979. الآن جزء من تحالف الأحمر والأخضر.
- الوحدة الدنماركية (Dansk Samling)
- دوكي برتايت
- الأخضر المستقل (Frie Grønne - Danmarks Nye Venstrefløjsparti). أنشئ في عام 2020.
- هارد لاين (Stram Kurs). أنشئ في 2017.
- حزب العدالة الدنماركي (Retsforbundet). أخر تمثيل له في الفولكتنغ في عام 1979-1981.
- الحزب الوطني (Nationalpartiet). أنشئ في 2014.
- الحركة الاشتراكية الوطنية الدنماركية (Danmarks Nationalsocialistiske Bevægelse). يعتبر نفسه وريث حزب العمال الاشتراكي الوطني الدنماركي الذي مثل أخر مرة في البرلمان في عام 1943.
- حزب التقدم (Fremskridtspartiet). أخر تمثيل له في البرلمان في 1998-2001.
- السجل الأسود (Det Sorte Register)
- قائمة المواطنين (Borgerlisten). أنشئ في عام 2018.
- الديمقراطيون المتحدون (Forenede Demokrater)
- فساونز بارتيت. أنشئ في 2002.

## الأحزاب المنحلة
| اسم الحزب                                                                             | رمز | رمز | تاريخ التأسيس | تاريخ الحل | الأيديولوجيا                              |
| ------------------------------------------------------------------------------------- | --- | --- | ------------- | ---------- | ----------------------------------------- |
| بيورنباك إرنيس فينستر                                                                 |     |     |               |            |                                           |
| فينستر العاصمة Hovedstadens Venstre                                                   |     | V   |               |            |                                           |
| الديمقراطي الوسطي Centrum-Demokraterne                                                |     | D   | 1973          | 2008       | الوسطية الليبرالية المحافظة               |
| الدورة المشتركة Fælles Kurs                                                           |     | P   | 1986          | 2001       | الشيوعية شكوكية أوروبية الشعبوية          |
| الرابطة الشيوعية Kommunistisk Forbund                                                 |     |     | 1973          | 1980       | الشيوعية الماركسية اللينينية              |
| حزب الشعب الدنماركي Dansk Folkeparti                                                  |     | G   | 1941          | 1943       | النقابية معاداة الشيوعية                  |
| الحزب الاشتراكي اليساري الدنماركي Danmarks Venstresocialistiske Parti                 |     |     |               |            |                                           |
| حزب المزارعين Bondepartiet                                                            |     | F   | 1923          |            | فلسفة الإصلاح الزراعي                     |
| فولكرجن                                                                               |     |     | 2016          |            | الاشتراكية الديمقراطية                    |
| فريماد Fremad                                                                         |     |     | 2019          | 2020       |                                           |
| المحافظون الأحرار Frikonservative                                                     |     |     |               | 1915       |                                           |
| الحزب الديمقراطي الحر De Frie Demokrater                                              |     | D   |               |            |                                           |
| الحزب الاشتراكي الديمقراطي الحر Frie Socialdemokrater                                 |     |     | 1920          |            |                                           |
| الحرية 2000 Frihed 2000                                                               |     |     |               |            |                                           |
| فوكوس Fokus                                                                           |     |     | 2010          | 2015       | سياسة خضراء حقوق الحيوان رعاية الحيوان    |
| هوجر (1848) Højre                                                                     |     |     | 1848          | 1866       |                                           |
| هوجر (1881) Højre                                                                     |     |     | 1881          | 1915       |                                           |
| الحزب المستقل De Uafhængige                                                           |     | U   | 1953          |            | ليبرالية كلاسيكية مناهضة النخبوية         |
| حركة يونيو Juni Bevægelsen                                                            |     | J   | 1992          | 2009       | شكوكية أوروبية                            |
| الحزب الاشتراكي اليساري Venstresocialisterne                                          |     | Y   | 1967          | 2013       | اشتراكية اشتراكية ثورية مناهضة الرأسمالية |
| ليبرال سنتر Liberalt Centrum                                                          |     | L   | 1965          | 1969       |                                           |
| حزب الأقلية Minoritetspartiet                                                         |     | M   | 2000          | 2007       |                                           |
| الحزب الليبرالي المعتدل Det Forhandlende Venstre                                      |     | F   |               |            |                                           |
| حزب العمال الاشتراكي الوطني الدنماركي Danmarks Nationalsocialistiske Arbejderparti    |     | N   | 1930          | 1945       | القومية الدنماركية النازية الفاشية        |
| الحزب الوطني الليبرالي De Nationalliberale                                            |     |     | 1842          | 1882       | ليبرالية وطنية                            |
| حزب السلام الشعبي Fredspolitisk Folkeparti                                            |     | M   | 1963          |            |                                           |
| حزب المتقاعدين Pensionistpartiet                                                      |     | P   | 1976          | 2004       | مصالح المتقاعدين                          |
| حزب القراصنة الدنماركي Piratpartiet                                                   |     |     |               |            |                                           |
| التوازن الاجتماعي                                                                     |     |     | 2012          |            |                                           |
| جمعية أصدقاء الفلاحين Bondevennernes Selskab                                          |     |     | 1846          | 1872       |                                           |
| يونايتد فينستر Det Forenede Venstre                                                   |     |     |               |            |                                           |
| اتحاد العناصر التي تعمل بضمير حي وخجول Sammenslutning af Bevidst Arbejdssky Elementer |     |     | 1979          | 1998       | هجاء سياسي                                |
| الحزب الليبرالي الإصلاحي Venstrereformpartiet                                         |     |     |               |            |                                           |